# Resolució 193 del Consell de Seguretat de les Nacions Unides
La Resolució 193 del Consell de Seguretat de les Nacions Unides, aprovada per unanimitat el 9 d'agost de 1964, després d'un greu deteriorament de la situació a Xipre, el Consell va reafirmar una crida a Turquia, que deixés de bombardejar l'illa i a Xipre, ordenant a totes les seves forces armades que deixessin de disparar. El Consell va convidar a tots a que cooperessin plenament amb el Comandant de la Força de les Nacions Unides pel Manteniment de la Pau a Xipre i s'abstingués de qualsevol acció que pogués agreujar o ampliar les hostilitats.
La resolució 193 va ser adoptada nou vots a cap, amb dues abstencions de Txecoslovàquia i la Unió Soviètica.